# Сога

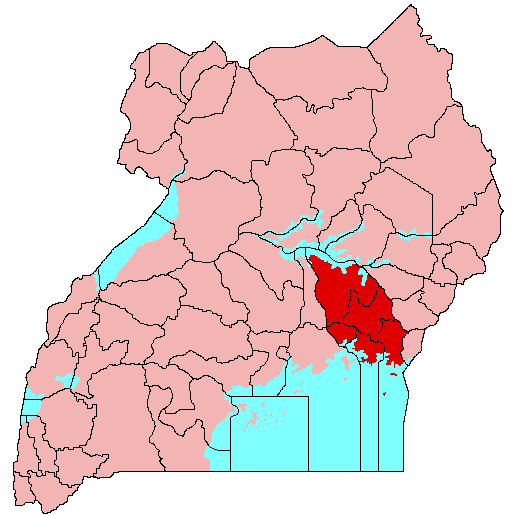
Королевство Бусога на современной карте Уганды

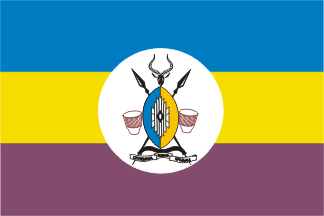
Флаг Бусога

Со́га, басога (самоназвание), народ группы банту, живущий на юго-востоке Уганды, в области между верховьем реки Виктория-Нил (озером Виктория) и озером Кьога. Численность более 2,1 млн человек.

## Население
По переписи населения 2002 года в Уганде было зафиксировано 2 062 761 басога (сога) или 8,9 % населения страны. Населяют запад Восточной области Уганды (историческую территорию королевства Бусога), в частности следующие округа: Камули (Kamuli) и бывший его северной частью Буйенде (Buyende) на северо-западе ареала расселения, Иганга (Iganga) и бывший его западной частью Луука (Luuka), а также Майуге (Mayuge) на юге,  Бугири (Bugiri) и бывший его южной частью Намайинго (англ. Namayingo District) на юго-востоке, Джинджа (Jinja) на юго-западе, а также Калиро (Kaliro) и Намутумба (Namutumba (Busiki)) на севере ареала расселения басога.
Большинство — христиане (2/3 населения по переписи 2002 года, в основном протестанты (англикане) — 46 %, католики — 16 %), есть мусульмане-сунниты (30 %), часть придерживается традиционных верований. Начинает происходить формирование общностей национального типа, как в родственном  народе кикуйю.

## Язык
Говорят на языке лусога, имеющем два диалекта: северный (лупакоойо) и южный (лутенга). Язык лусога относится к языковой группе банту, включающей в себя множество различных языков, распространенных в Африке.

## История
К началу европейской колонизации (конец XIX века) находились на стадии формирования классов, создали несколько раннеполитических объединений, управляемых иерархией правителей, формировавшейся из общинной верхушки во главе с наследственным верховным правителем омвами. 9 октября 1962 — Британия дала Уганде полную независимость. Уганда была провозглашена унитарным государством, но при этом 4 королевства (Буганда, Буньоре, Торо, Анколе) и территория Бусога получили автономный статус.
Сейчас в Уганде дела идут совсем плохо, а особенно на юге, юго-востоке страны. Там все болеют «СПИДом» и злоупотребляют антибиотиками, которые зачастую являются подделками. Продавцы не знают даже их названия, говоря, что это — «двухцветная жидкость».

## Ремесло и быт
Традиционное занятие — ручное земледелие (бананы, элевсина, маниок, батат). У сога развито скотоводство, на реках и озёрах — рыболовство. Традиционные ремёсла — гончарство, кузнечное дело, изготовление барабанов. В колониальный период Бусога стал одним из основных районов возделывания хлопка.
Поселения разбросанной планировки состоят из круглых хижин, окружённых банановыми посадками.
Одежда — набедренные повязки и покрывала из луба.
Основная пища — бананы, различные каши, мучные изделия из толчёных круп с острыми подливами.

## Культура
Сога имеют богатую устную историческую традицию. Традиционные верования — культ предков. Письменность с конца XIX — начала XX вв. на основе латинской графики.